# Örvényes
Örvényes är ett samhälle i Veszprém i Ungern. Örvényes ligger i distriktet Balatonfüred vid sjön Balaton och har en area på 4,46 km². År 2019 hade Örvényes totalt 134 invånare.